# Hypsiboas alfaroi
Hypsiboas alfaroi es una especie de anfibio anuro de la familia Hylidae.

## Distribución geográfica
Esta especie es endémica de Ecuador. Habita entre los 176 y 350 m sobre el nivel del mar en las provincias de Sucumbíos, Orellana y Napo.

## Descripción
Los 32 especímenes de machos adultos observados en la descripción original miden de 28 a 36 mm de longitud estándar y los 12 especímenes de hembras adultas observadas en la descripción original miden de 39 a 49 mm de longitud estándar.

## Etimología
Esta especie lleva el nombre en honor a Eloy Alfaro.

## Publicación original
- Caminer & Ron, 2014: Systematics of treefrogs of the Hypsiboas calcaratus and Hypsiboas fasciatus species complex (Anura, Hylidae) with the description of four new species. ZooKeys, n.º 370, p. 1–68[2]